# Beau Travail
Pour plus de détails, voir Fiche technique et Distribution.
Beau Travail est un film français réalisé par Claire Denis, sorti en 2000. Le scénario est inspiré de la nouvelle Billy Budd d'Herman Melville.
Le film est présenté à la Mostra de Venise de 1999.

## Synopsis
Dans une base militaire française à Djibouti, un groupe de légionnaires entraînés dans des conditions extrêmes par l'adjudant-chef Galoup voit arriver la nouvelle recrue Sentain, à la beauté et au charme saisissants. Le commandant de la base, Forestier, remarque Sentain, qui de plus se montre héroïque en venant en aide à un camarade légionnaire. La jalousie de Galoup envers Sentain, exacerbée par une attirance refoulée, va alors se déchaîner. L'adjudant-chef, brisant tous les articles du code d'honneur du Légionnaire, punit Sentain, sabote sa boussole et l'envoie en marche forcée dans le désert. Sentain disparaît et Galoup sera traduit en cour martiale.

## Fiche technique
- Titre : Beau Travail
- Réalisation : Claire Denis
- Scénario : Claire Denis et Jean-Pol Fargeau d'après Herman Melville
- Photographie : Agnès Godard
- Musique originale : Charles Henri de Pierrefeu et Eran Zur
- Décors : Arnaud de Moleron
- Costumes : Judy Shrewsbury
- Montage : Nelly Quettier
- Producteur : Patrick Grandperret, Jérôme Minet et Éric Zaouali
- Sociétés de production : La Sept et S.M. Films
- Langue : français
- Dates de sortie :
  -  France : 3 mai 2000
  -  Suisse : 15 juin 2000

## Distribution
- Denis Lavant : adjudant-chef Galoup
- Michel Subor : commandant Bruno Forestier
- Grégoire Colin : Gilles Sentain
- Richard Courcet : un légionnaire
- Marta Tafesse Kassa : la jeune femme
- Nicolas Duvauchelle : un légionnaire
- Adiatou Massudi : un légionnaire
- Mickael Ravovski : un légionnaire
- Dan Herzberg : un légionnaire
- Giuseppe Molino : un légionnaire
- Gianfranco Poddighe : un légionnaire
- Marc Veh : un légionnaire
- Thong Duy Nguyen : un légionnaire
- Jean-Yves Vivet : un légionnaire
- Bernardo Montet : un légionnaire
- Dimitri Tsiapkinis : un légionnaire

## Projet et réalisation
Parmi les références artistiques desquelles Beau Travail s'inspirent, se trouve le film de Jean-Luc Godard, Le Petit Soldat de 1960, dans lequel Michel Subor tenait déjà le rôle de Bruno Forestier, alors jeune déserteur de l'armée française pendant la guerre d'Algérie et qui travaillait pour le compte d'un groupuscule terroriste d'extrême droite. Le commandant Forestier de la Légion étrangère de Claire Denis constitue donc sa vision du devenir du personnage de Godard.
Des scènes de ce film sont mises en scène par le chorégraphe de danse contemporaine Bernardo Montet qui a travaillé avec la réalisatrice en amont du film sur cet aspect de l'œuvre.
La bande-son de Beau Travail comporte des passages de l'opéra Billy Budd (1952) de Benjamin Britten, des chansons Şımarık (1998) du chanteur turc Tarkan, Le Tourment d'amour du Guadeloupéen Franky Vincent, Safeway Cart (1994) de Neil Young tandis que la célèbre scène finale est un solo de danse improvisé par Denis Lavant sur The Rhythm of the Night (1993) du groupe Corona,,.

## Sorties et présentations festivalières
Beau Travail est présenté pour la première fois au public à la Mostra de Venise le 4 septembre 1999. Il est également présenté en 2000 dans les sélections du Festival de Sundance, du Festival de Berlin, Festival de Toronto, et du Festival de Rotterdam où il remporte de nombreux prix.
Le film est tout d'abord diffusé à la télévision sur Arte le 17 avril 2000, puis fait sa sortie généralisée en France le 3 mai 2000.

## Réception critique et publique
Beau Travail a été largement salué par la critique française,. Avec le temps, Beau Travail prend un nouveau statut et une nouvelle place dans l'histoire du cinéma. Le film est alors fréquemment considéré par la critique internationale comme l'un des meilleurs films de la réalisatrice et pour certains comme l'un des plus importants de l'année 2000 ou, vingt-cinq ans plus tard, de l'année 1999 pour The Guardian — que le quotidien britannique considère comme l'une des années les plus riches de toute l'histoire du cinéma et la plus importante de la décennie 1990 — si c'est sa date de présentation festivalière qui est prise en compte. Le film figure dans les deux listes des 100 meilleurs films de tous les temps (en), établies auprès des critiques et des réalisateurs, par le magazine anglais Sight and Sound en 2012. Il figure en septième position dans la liste établie en 2022 par le même magazine pour ce qui concerne les critiques de cinéma.
Globalement, le film obtient dans les agrégateurs de critiques cinématographiques anglophones, 80 % de jugements favorables, avec un score moyen de 7,6⁄10 sur la base de 30 critiques collectées sur le site Rotten Tomatoes. Sur le site Metacritic, il obtient un score de 91⁄100, sur la base de 20 critiques collectées.
Beau Travail a réalisé 63 459 entrées en France au cours de son exploitation en salles et un total de 132 577 spectateurs en Europe, dont 55 963 entrées en Grande-Bretagne seulement, ce qui pour ce genre de film d'auteur dans un pays non-francophone est particulièrement remarquable.

## Distinctions

### Récompenses
| Année | Cérémonie ou récompense                     | Prix                                          | Catégorie / Lauréat |
| ----- | ------------------------------------------- | --------------------------------------------- | ------------------- |
| 2000  | Festival du film de Berlin                  | Prix du jury des lecteurs du Berliner Zeitung | Claire Denis        |
| 2001  | César du cinéma                             | César de la meilleure photographie            | Agnès Godard        |
| 2001  | Chlotrudis Award                            | Meilleure photographie                        | Agnès Godard        |
| 2001  | National Society of Film Critics Awards     | Meilleure photographie                        | Agnès Godard        |
| 2001  | Festival international du film de Rotterdam | Mention spéciale                              | Claire Denis        |

### Nominations
| Année | Cérémonie ou récompense | Catégorie              | Nommé(e)(s)                      |
| ----- | ----------------------- | ---------------------- | -------------------------------- |
| 2001  | BIFA                    | Meilleur film étranger |                                  |
| 2001  | Chlotrudis Award        | Meilleur film          |                                  |
| 2001  | Chlotrudis Award        | Meilleur réalisateur   | Claire Denis                     |
| 2001  | Chlotrudis Award        | Meilleur acteur        | Denis Lavant                     |
| 2001  | Chlotrudis Award        | Meilleur scénario      | Claire Denis et Jean-Pol Fargeau |

## Annexe